# Ğ

Písmeno Ğ

Ğ (minuskule ğ) je písmeno latinky. Nazývá se G s obloučkem. Vyskytuje se v abecedě turkických jazyků, konkrétně ázerbájdžánštiny, tatarštiny, krymské tatarštiny, turečtiny, lazštiny, baškirštiny a karačajsko-balkarštiny. Jako písmeno cyrilice je zapisováno jako znak Ғ a jako písmeno gruzínského písma ღ. V ázerbájdžánštině se za dob, kdy se psala arabským písmem, zapisovalo písmeno jako znak ﻍ, dříve též jako již nepoužívaný znak latinky Ƣ. Čte se jako velární aproximanta (ɰ), což je vyslovování asi mezi V a R. V Unicode má majuskulní tvar kód U+011E a minuskulní U+011F. Na české klávesnici je možné ho zapsat jako AltGr+4 a G.